# Michele Caccamo
Michele Caccamo (Taurianova, 21 dicembre 1959) è un editore, poeta e scrittore italiano.

## Biografia
È stato assistente parlamentare alla Camera dei deputati nella XII e XIII Legislatura. 
Ha collaborato con Mimmo Locasciulli; come paroliere ha collaborato, tra gli altri, con Maurizio Fabrizio, Piero Pintucci, Goran Kuzminac, Massimo Germini .
È direttore del marchio editoriale Emersioni e della collana Tasti della casa editrice Castelvecchi. Fondatore ed Editore del gruppo editoriale Readaction.
Tra le varie rappresentazioni teatrali scritte dall'autore si ricorda Il segno clinico di Alda, uno spettacolo teatrale tratto dal libro Dalla sua bocca – riscritture da undici appunti inediti di Alda Merini con la partecipazione di Maria Grazia Calandrone, Edoardo De Angelis e Luisella Pescatori e con la regia di Martino Palmisano.
Per il magazine Fare Music cura la rubrica Parole e poesia di Caccamo e la rubrica Musicafè - Suoni del mondo sul magazine ceco Cafè Boheme. È il direttore della collana "Emersioni" della casa editrice Castelvecchi ed è fondatore ed editore della casa editrice Il seme bianco. Cura una rubrica culturale presso l'HuffPost . È padre di Gabriele e dell'attore Cristiano Caccamo.
Le sue opere sono state pubblicate e tradotte in Egitto, Yemen, Indonesia, Siria, Palestina, Sud Asia, Russia, Cile, Argentina, Messico, Spagna, Francia, Stati Uniti. È riconosciuto dal mondo della cultura araba come "Poeta della fratellanza".

## Pubblicazioni
- La stessa vertigine, la stessa bocca (Edizione Manni, 2015) con la prefazione di Raffaele La Capria
- Il segreto delle fragole (Edizione Lietocolle. 2005)
- Il pomo e la mela (Edizione Lietocolle, Roma, 2006) con tavole illustrative di Maurizio Carnevali.
- Chi mi spazierà il mare (Edizione Zona, 2007) con la prefazione di Alda Merini e postfazione di Andrea Camilleri
- Manual de instrucciones, Madrid, 2009.
- Michele Caccamo - Ritratti di Augusto Benemiglio (Edizione Terra d'ulivi, 2009)
- Lovesickness - Della mia infermità d’amore (Gradiva Publications New York, 2010) con prefazione di M. Grazia Calandrone. Edizione in inglese e italiano
- Poesie in un linguaggio di Luce/ Poems in the language of Light/ قصائد بلغ  con Munir Mezyed, 2010, con prefazioni di Alaa Eddin Ramadan e Franz Krauspenhaar. Edizioni in arabo, inglese e italiano
- Calpestare l'oblio, 2010
- Terradimani con Alberto Fortis, Paolo Ruffilli, Maurizio Cucchi, 2011
- Alakhar (antologia, a cura di Adonis). 10 voci della Poesia Italiana Contemporanea, 2012, Siria
- Dalla sua bocca. Riscritture da undici appunti inediti di Alda Merini, con prefazione di Maria Grazia Calandrone, 2013
- مَن يوسِّعُ ليَ (Chi mi spazierà il mare), Attakween Edizioni, Siria, 2014
- Le prove di esilio (Edizione Sillabe di sale, 2015)
- La profezia delle triglie con Luisella Pescatori (Edizione David and Matthaus, 2016) con la  prefazione di Pietrangelo Buttafuoco
- Pertanto accuso[7] (Edizione David and Matthaus, 2016)
- La meccanica del pane[8] (Edizione Castelvecchi, 2017)
- Intrappolati[9] con Luisella Pescatori (Edizione Castelvecchi, 2017)
- L'anima e il castigo[10][11] (Edizione Castelvecchi, 2018) con uno scritto del Cardinale Francesco Coccopalmerio e Pietrangelo Buttafuoco
- Con le mani cariche di rose (Elliot, 2019)
- Il segno clinico di Alda[12] (Elliot, 2019)
- Lamentazioni prima dell'amore (Elliot, 2020)
- Fili di rame e d'amore (dal diario inesistente di Anna Coleman Ladd (Elliot, 2021)
- Il parto della Sovrana (Edizione Castelvecchi, 2021)
- Quando (Edizione Castelvecchi, 2021)
- Le sacche della rana. Poemetto su Pier Paolo Pasolini (Edizione Castelvecchi, 2022)
- Italo Falcomatà. Un visionario inaspettato (Edizione Castelvecchi, 2023)